# プレフェン酸デヒドロゲナーゼ (NADP+)
プレフェン酸デヒドロゲナーゼ (NADP+)（prephenate dehydrogenase (NADP+)）は、フェニルアラニン・チロシン・トリプトファン生合成酵素の一つで、次の化学反応を触媒する酸化還元酵素である。
プレフェン酸 + NADP+ {\displaystyle \rightleftharpoons } 4-ヒドロキシフェニルピルビン酸 + CO2 + NADPH
反応式の通り、この酵素の基質はプレフェン酸とNADP+、生成物は4-ヒドロキシフェニルピルビン酸と二酸化炭素とNADPHとH+である。
組織名はprephenate:NADP+ oxidoreductase (decarboxylating)で、別名にはprephenate dehydrogenase, prephenate (nicotinamide adenine dinucleotide phosphate) dehydrogenase, prephenate dehydrogenase (NADP)がある。